# Bernartice (ort i Tjeckien, Södra Böhmen)
Bernartice är en köping i Tjeckien.   Den ligger i regionen Södra Böhmen, i den centrala delen av landet, 80 km söder om huvudstaden Prag. Bernartice ligger 462 meter över havet och antalet invånare är 1 260.
Terrängen runt Bernartice är platt. Runt Bernartice är det ganska glesbefolkat, med 23 invånare per kvadratkilometer. Närmaste större samhälle är Písek, 18,1 km väster om Bernartice. I omgivningarna runt Bernartice växer i huvudsak blandskog.